# Avon River (vattendrag i Australien, Western Australia)
Avon River är ett vattendrag i Australien. Det ligger i delstaten Western Australia, omkring 40 kilometer nordost om delstatshuvudstaden Perth.
I omgivningarna runt Avon River växer huvudsakligen savannskog. Runt Avon River är det ganska tätbefolkat, med 75 invånare per kvadratkilometer. Genomsnittlig årsnederbörd är 763 millimeter. Den regnigaste månaden är juli, med i genomsnitt 131 mm nederbörd, och den torraste är december, med 14 mm nederbörd.